# A vivir que son dos días
A vivir, que son dos días, también conocido simplemente como A vivir..., es un programa radiofónico de la Cadena SER, de España. También se emite para Colombia y para Argentina a través de, respectivamente, Caracol Radio y Radio Continental.

## Contenido
El programa, que se emite sábados y domingos de 8 a 12 en España, sábados, domingos y lunes festivos en Colombia de 7 a 9 a. m. y los domingos de 10 a 12 a. m. en Argentina. corresponde al formato de magacín o espacio de variedades y entretenimiento, en el que, por medio de distintas secciones, se acercan al oyente novedades culturales, sociales, políticas y humanas, así como información útil sobre ocio.

## Historia

### 1988-1993
El programa se estrenó en España el 12 de marzo de 1988 con una entrevista al entonces Vicepresidente del Gobierno Alfonso Guerra. Estaba dirigido y presentado por la periodista Concha García Campoy desde las 9 hasta las 12 y contaba con la colaboración de Javier Rioyo, José Luis de Vilallonga, Matías Antolín, Andrés Moya y Macarena Salazar.
Durante sus primeros años, logró interesantes documentos sonoros, como una entrevista a Rafael Escobedo, pocos días antes de su muerte o el mensaje dirigido por Juan Carlos I en junio de 1990.
En julio de 1990 asumió la temporada de verano la periodista Carmen Juan.
El programa alcanzó gran éxito entre la audiencia, y según datos del Estudio General de Medios, en enero de 1990 era el programa más escuchado de los fines de semana. En marzo de 1991, había alcanzado los 661.000 oyentes. Un año después confirmaba su liderazgo con 1.006.000 oyentes los sábados y 910.000 los domingos.

### 1993-1995
En 1993, tras ser sustituida temporalmente por Elena Markínez durante su baja por maternidad, Concha García Campoy abandonó definitivamente el programa al ser fichada por Antena 3 Radio. Fue sustituida hasta 1995 por María Esperanza Sánchez.

### 1995-1996
Un año después, serían Marta Robles y Javier Rioyo los responsables de dirigir y presentar el programa, que conservó el mismo horario pero expermientó importantes cambios, desde su sintonía hasta las secciones. Contaron como colaboradores con Eduardo Haro Tecglen, Feliciano Fidalgo, Carlos Boyero, Fernando Rodríguez Lafuente, Isabel Estapé, Charles Powell, Cristina Frazier o Maruja Torres.
Con las correspondientes sustituciones veraniegas (Cayetana Guillén Cuervo en 1995 y Mari Pau Domínguez en 1996), Marta Robles estuvo al frente del espacio hasta el inicio de la temporada 1996-1997, en que se decidió centrarse en su carrera televisiva.
Fue en este periodo de tiempo cuando el programa alcanzó el hito radiofónico histórico de pasar del millón de oyentes en el fin de semana. 

### 1996-2005
Tras la marcha de Marta Robles, asumió la conducción del programa Fernando G. Delgado desde Radio Valencia. El magacín conservó su horario de 9 a 12, pero, se renovó con la creación de la sección Diario de un mirón, una microsección A beber que son dos días, con Andreu Buenafuente y El Terrat; y para terminar el programa, un diálogo con Manolito Gafotas el personaje creado y con la voz de Elvira Lindo.
En esa etapa se mantuvo el liderazgo, contando en abril de 1997 y según el EGM, con 1.257.000 oyentes los sábados y a 1.002.000 los domingos.

### 2005-2007
Al inicio de la temporada 2005-2006 Àngels Barceló pasó a dirigir y presentar el programa desde Radio Barcelona, alcanzando su récord de audiencia con 1.875.000 oyentes los sábados y 1.539.000 los domingos (diciembre de 2006).
Como novedad el programa se amplió de 8 a 9 para incorporar un tramo informativo (se suprimió una hora del programa precedente Matinal SER). A las 8 de la mañana tras un breve resumen informativo con Àngels Barceló, la entonces directora de Matinal SER Isabel León tomaba el relevo desde Radio Madrid hasta las 9. 
Tras la primera hora informativa, comenzaba la tertulia de actualidad que incluía la revista de prensa nacional de Eduardo Sotillos, y la revista de prensa internacional de Montserrat Domínguez desde septiembre de 2007. Los sábados proseguía con las secciones de 'Viajeros en Tránsito', 'El club de Lectura' con Manu Berástegui y Óscar López, y, para terminar, las conversaciones guiadas por el cocinero Sergi Arola. Los domingos el programa continuaba con las entrevistas de 'Vis a Vis', 'La Ciencia para Curiosos' con el director del CSIC Carlos Martínez, 'Pasión Catódica' con Ignacio Armada e Isabel Alba, 'El Retrovisor' con John Carlin, Diego Galán, Lola Garrido y Miquel Jurado, y, para terminar el fin de semana con 'El Telón' de Josep Maria Pou.
Lourdes Lancho, anterior colaboradora de Julia Otero en "La Radio de Julia" (Onda Cero) y en "La Columna" (TV3), hizo casi todas las sustituciones vacacionales.

### 2008-2012
A partir de enero de 2008, el magacín fue presentado y dirigido por Montserrat Domínguez, colaboradora del programa desde septiembre de 2007, tras la marcha de Àngels Barceló a "Hora 25". La nueva directora prometió una transición tranquila para realizar el programa acorde a su personalidad, pero conservando el espíritu y el nivel de exigencia que ha caracterizado al espacio radiofónico desde su creación hacía veinte años. Por ello, solo ha llevado a cabo una lavado de cara del formato incorporando nuevos colaboradores, pero manteniendo la mayoría de secciones de la etapa anterior: 'La Ciencia para Curiosos', 'Club de Lectura', 'Viajeros en Tránsito', 'El Plan de Arola' y 'El Telón'.
Como novedad, debido a que el programa ha vuelto a realizarse desde Radio Madrid (sede de los Servicios Informativos de la Cadena SER), Montserrat Domínguez toma las riendas del programa desde la primera hora, presentando el tramo informativo de 8 a 8:30, pero adelantando el inicio de la tertulia de actualidad a las 8:30.
La redactora del programa Purificación Beltrán fue la conductora sustituta dos días durante la Semana Santa de 2008, mientras que la redactora procedente de los servicios informativos Marta González Novo se encargó de la dirección de la etapa estival del programa durante todo el verano de 2008.
El magacín del fin de semana celebró su vigésimo aniversario el 11 de octubre de 2008 entrevistando a todos los presentadores-directores anteriores.
En 2010 se publica el libro con CD de A vivir que son dos días, editado por M. Domínguez.

### 2012-actualidad
A partir de septiembre de 2012, el programa es dirigido y presentado por el periodista Javier del Pino, anteriormente corresponsal de la emisora en Washington (Estados Unidos) y editor de Hora 25. El programa mantiene su formato magacín con nuevos colaboradores. Desde 2007 han pasado diferentes colaboradores como: Ramón Lobo, Luis Alegre, Jacinto Antón, Pedro Aznar, Llum Barrera, David Broncano, Tom Burridge, Javier Cansado, Antonio Castelo, Pierre Cayrol, Teresa Crespo, Capitolina Díaz, Mauro Entrialgo, Javier Espinosa, Carmen Esteban, José María Fernández, Toñi Fernández, Josep Fontana, Mercedes García Arán, Itziar González, Ánder Gurrutxaga, Hans-Günter Kellner, Goyo Jiménez, Carlos Jiménez Villarejo, Ángel León, Óscar López, Carlos López Tapia, Miguel Lorente, Xavier Mas De Xaxàs, Juan Mayorga, Ana Morgade, David Navarro, Jesús A. Núñez Villaverde, Antonio Orejudo, Malcolm Otero Barral, Rafa Panadero, José María Pérez "Peridis", Margarita Pintos, Denis Rafter, Julio Rey, Pedro Rodríguez, Joan Romero, Aleix Saló, Gervasio Sánchez, Juan Tejero, Manuel Burque, Juan José Millás.

## El equipo en 2022
- Director: Javier del Pino
- Realizador: Teo Rodríguez
- Redactores: Paqui Ramos,[10] Lourdes Lancho, Beatriz Nogal, Antonio Vico, Valentina Rojo, Antonio Nuño, Isabel Bolaños y Daniel Sousa
- Colaboradores: Manuel Burque, Javier Cansado, Pere Estupinyá, Enric González, Leila Guerriero, Juan José Millás, Rafa Panadero, Máximo Pradera, Ángela Quintas, Juan Tallón.[11]

## Programación regional
Desde la temporada 2008/2009 se está eliminando progresivamente las desconexión local matinal a favor de programaciones regionales centralizadas desde las emisoras situadas en la capital de cada comunidad autónoma. Desde entonces A vivir, que son dos días también cuenta con diversas versiones en desconexión regional que emiten la red de emisoras de la Cadena SER sábados y domingos (12 a 14, 11 a 13 en Canarias):
- Ràdio Barcelona (Cataluña): Tot és comèdia es presentado y dirigido por Màxim Castillo.
- Radio Madrid (Comunidad de Madrid): A Vivir Madrid (anteriormente Gran Vía) es presentado y dirigido por Macarena Berlín.
- Radio Valladolid-SER Duero (Castilla y León): A Vivir Castilla y León es presentado y dirigido por Diego Merayo.
- Radio Sevilla (Andalucía): A vivir Andalucía dirigido y presentado por Sonsoles Ferrín Soria.
- Radio Zaragoza (Aragón): A vivir Aragón, presentado y dirigido por Miguel Mena.
- SER Oriente (Asturias): A vivir, que son dos días - Asturias, presentado y dirigido por Alejandra Martínez.
- Radio Toledo (Castilla-La Mancha): A vivir Castilla La Mancha.
- Radio Bilbao (Euskadi): A vivir Euskadi, presentado y dirigido por Aloña Velasco.
- Circuito Regional Cadena SER La Rioja (La Rioja): A vivir, que son dos días - La Rioja, presentado por Miguel Navarro-Barricarte (desde 2011) y dirigido por Teresa Alonso. Incluye los programas "SER de vinos" (sábados 13:15-13:59) y "La máquina de escribir" (domingos 13:40-13:59).

A vivir que son dos días Madrid se emite para toda España a través de la red de radio estatal DAB y en la TDT estatal como servicio adicional; y para todo el mundo a través de la radio en línea de CadenaSER.com. Dentro del player de la emisora podemos elegir la comunidad autónoma que queremos escuchar.

## En América Latina

### A vivir, en Colombia
En Colombia se estrenó el 2 de octubre de 2010 con la conducción de Diana Montoya Gaviria y el reconocido periodista deportivo Ricardo Orrego.
El programa del fin de semana de Caracol Radio “A vivir que son dos días”, es un programa de entretenimiento y actualidad, que mira la vida y a los personajes desde la óptica del fin de semana, es decir, más relajado, diferente a la rutina de la semana laboral, con un tono más ameno y coloquial.
"En este espacio acompañamos a nuestros oyentes a comenzar sus días de descanso, les ofrecemos alternativas para entretenerse, les mantenemos al día con las distintos planes y cosas para hacer, y cómo, y dónde, compartir con la familia o los amigos.
Les mostramos personajes que ni ellos ni nosotros conocíamos, y facetas desconocidas de los personajes de siempre y que son coyunturales."
La cultura, el cine, la televisión, los libros, las revistas, actividades deportivas, planes distintos, música, conciertos, presentaciones; Son parte fundamental de nuestro programa, cuyo tono es positivo, alegre y permite al oyente “desconectarse” un poco del agitado día a día, pero conociendo muchas opciones de temas interesantes.
Con secciones como “Descargando Archivos”, “Lo que usted debe saber hoy”, “En qué anda y qué anda haciendo” y la ya muy popular “Mi banda Sonora”, “A vivir que son dos días” es el espacio radial con información útil para el ocio.

### A vivir, en Argentina
El programa en su formato argentino se emitió hasta febrero de 2016 por Radio Continental del Grupo Prisa los domingos de 10 a 12 a. m.. El mismo era presentado por Florencia Ibáñez y contaba de ser un magacín de entretenimiento y actualidad que invitaba a entrevistas y notas de gran interés en el plano del interés general. Debido a los cambios que la emisora argentina ha ejercido en el último tiempo, A vivir fue sacado de la grilla de los programas que venían con buen margen de audiencia.

## Premios
- Premio Ondas 2023 por Las edades de Millás' en 'A vivir que son dos días', Premio Ondas 2023 a la mejor idea radiofónicasección.[12][13]
- Premio Ondas 2015 Mejor programa de radio hablada, premio nacional de radio.[14][15] (1989, 2015, 2023).
- Antena de Oro (2014) a Javier del Pino
- Premio Ondas 1989 Mejor programa de radio. [16]
- Antena de Plata a Concha García Campoy.
- Micrófono de Oro a Concha García Campoy.